# Norbert Gebbeken
Norbert Gebbeken (* 16. April 1954 in Meppen, Niedersachsen) ist ein deutscher Bauingenieur. Er war von 1995 bis 2019 Professor für Baustatik an der Universität der Bundeswehr München, er ist Gründer und Sprecher des  Forschungszentrums RISK – Risiko, Infrastruktur, Sicherheit und Konflikt, Gründer und Präsident der International Association of Protective Structures  und Präsident der Bayerischen Ingenieurekammer-Bau. Seit 2020 leitet Gebbeken als exzellenter Emeritus die Forschungsgruppe BauProtect. Gebbekens Forschungsinteresse gilt der Sicherheit baulicher Anlagen vor außergewöhnlichen Einwirkungen, wie Erdbeben oder Explosion.

## Leben
Nach der Fachhochschulreife im Jahr 1972 in Rheine absolvierte Gebbeken von 1972 bis 1975 ein Studium des Bauingenieurwesens an der Fachhochschule Münster, das er mit Auszeichnung bestand. Nach selbständiger Tätigkeit als Tragwerksplaner sowie Ableistung des Wehrdienstes absolvierte er von 1977 bis 1983 das Studium des Bauingenieurwesens an der Universität Hannover mit den Vertiefungen in Konstruktivem Ingenieurbau und Angewandter Numerischer Mechanik. Von 1983 bis 1988 war er Wissenschaftlicher Mitarbeiter am Institut für Statik der Universität Hannover. 1988 wurde er zum Dr.-Ing. an der Universität Hannover mit summa cum laude promoviert. Von 1988 bis 1990 war er dort Akademischer Rat am Institut für Statik, wurde 1990 zum Akademischen Oberrat und 1991 zum Akademischen Direktor ernannt.
In den Jahren 1992 und 1993 erfolgten jeweils mehrmonatige Aufenthalte als Visiting Scholar am Texas Institute for Computational Mechanics am Department of Aerospace Engineering and Engineering Mechanics der University of Texas in Austin.
1995 folgten die Habilitation und die Venia Legendi für das Fachgebiet Statik an der Universität Hannover. Von September 1995 bis Dezember 2019 war er C4-Professor für Baustatik am Institut für Mechanik und Statik der Universität der Bundeswehr München. Zwei weiteren Rufen an die Universität Leipzig und an die ETH Zürich folgte er nicht. Seit 2020 ist Gebbeken exzellenter Emeritus und somit weiter aktiv an der Universität der Bundeswehr.
Von 2001 bis 2002 war er Dekan, 2003 Mitglied des akademischen Senats der Universität der Bundeswehr München sowie Mitglied im Verwaltungsrat. Von 2003 bis 2004 war er Vizepräsident der Universität der Bundeswehr München.
Im Jahr 2004 initiierte er den wiederkehrenden   Workshop BAU-Protect  (Buildings And Utilities Protection), der seitdem alle zwei Jahre gemeinsam mit einem Fraunhofer-Institut stattfindet. Er ist Mitgründer und Mitglied des NATO-Team of Experts for Bridge Assessment, 2009 Mitgründer und Mitherausgeber des „International Journal of Protective Structures“, von 2010 bis 2019 Präsident der International Association of Protective Structures und seit 2010 Vizepräsident des Deutschen Institutes für Prüfung und Überwachung (DPÜ) in Berlin. Im Jahr 2011 erfolgte die Gründung des Forschungszentrums RISK (Risiko, Infrastruktur, Sicherheit und Konflikt) an der Universität der Bundeswehr München, dessen Sprecher er ist. Seit 2015 ist er Vorsitzender der Forschungsvereinigung „Baustatik-Baupraxis“ und seit 2016 Präsident der Bayerischen Ingenieurekammer-Bau.
Gebbeken ist als wissenschaftlicher Gutachter u. a. für die DFG, für die Europäische Kommission, für Sonderforschungsprogramme der Länder und für internationale Wissenschaftsförderprogramme tätig. Er hat die Bundesministerien für Verteidigung, Bau, Umwelt, Inneres und Auswärtiges sowie angegliederte Bundesämter in Angelegenheiten des baulichen Schutzes beraten. Im Verband der bayerischen Wirtschaft ist er Mitglied im Ausschuss „Bildung und Innovation“.
Er war 15 Jahre Kurator am Ernst-Mach-Institut der Fraunhofer-Gesellschaft und ist Kurator am Architekturmuseum der Technischen Universität München in der Pinakothek der Moderne und bei der Messe-Bau der Messe München.
Gebbeken hat seit 1995 ca. 120 Forschungsvorhaben zum Schutz baulicher Infrastrukturen bearbeitet. Er ist Beratender Ingenieur, Prüfingenieur für Baustatik und Prüfsachverständiger für Standsicherheit sowie Mitinhaber der Ingenieurgesellschaften AJG und MJG mit Sitz in München. Er hat national und international Bauwerke gegen Erdbeben, Explosion und Impakt ausgelegt und Gutachten angefertigt.
Gebbeken ist verheiratet und hat drei Kinder.

## Forschung
Gebbeken beschäftigt sich insbesondere mit der Sicherheit baulicher Infrastruktur vor außergewöhnlichen Einwirkungen wie Naturgefahren (Erdbeben, Hochwasser, Sturzfluten, Steinschlag), technischen Unfällen (Auto- und Schiffsanprall, Explosionen, Verpuffung, Fragmentierungen) und terroristischen Anschlägen (Explosion, schmutzige Bomben, Fahrzeuge). Die Forschung reicht von der Entwicklung und Untersuchung neuer Materialien, über explosionssichere Scheiben und Fassaden bis hin zu sicheren Gebäuden und baulichen Infrastrukturen. Seit 2011 arbeitet seine Forschungsgruppe „BauProtect“ verstärkt an ganzheitlichen Konzepten für sichere urbane Räume. Hierzu gehören die Untersuchung und Implementierung von intelligenter Stadtmöblierung und intelligenter Landschaftsgestaltung, z. B. mit Hilfe von Explosionsschutzpflanzen. Bei der Forschung werden sowohl analytische und numerische Methoden (digitale Modellierung) eingesetzt als auch Experimente im Labor und im Freifeld. Die Risikoforschung und das Risikomanagement sind weitere Forschungsgebiete. Seit Gründung des Forschungszentrums RISK werden die technischen Aspekte des baulichen Schutzes im gesellschaftlichen Kontext multidisziplinär behandelt. Dabei geht es z. B. um Fragestellungen wie „Wieviel Sicherheit verträgt die Gesellschaft?“.

## Lehre
Schwerpunkte seiner Lehre sind die Theorien, Simulations- und Konstruktionsmethoden, die benötigt werden, um bauliche Infrastrukturen gegen Hoch- und Höchstgeschwindigkeitseinwirkungen (Explosion, Beschuss) zu dimensionieren. Dieses Lehrangebot ist in Europa einzigartig. Darüber hinaus ist Gebbeken Dozent an der bayerischen Ingenieurakademie.

## Auszeichnungen
1979 erhielt Gebbeken ein Hochbegabtenstipendium der Studienstiftung des deutschen Volkes.
2011 erhielt Gebbeken die bayerische Staatsauszeichnung für besondere Verdienste um die BRK-Wasserwacht in Bayern (Ausbildung der Bau-Fachberater für den Katastrophenschutz).
2014 wurde er vom Fraunhofer Ernst-Mach-Institut mit der Ernst-Mach-Medaille für seine Verdienste für das Ernst-Mach-Institut und für die Verbreitung der Mach‘schen Ideale ausgezeichnet.

## Veröffentlichungen
- Warum scheitern Großprojekte? Deutsches Ingenieureblatt DIB 10/2017, ISSN 0946-2422.
- Urbane Sicherheit bei Explosionen – Schutz durch Bepflanzung. Berlin Verlag Ernst & Sohn: Bautechnik 94 (2017) Heft 5, 295–306, ISSN 0932-8351.
- Mit M. Romano und I. Ehrlich: Structural mechanics material damping in fabric reinforced composites: A review. Archives of Materials Science and Engineering (ACMSE) 2017, ISSN 1897-2764.
- Mit E. Pfeiffer, I. Videkhina und L. Rüdiger: Entwicklung einer webbasierten Plattform für Sicherheitsanalysen und Schutz von baulichen Infrastrukturen bei terroristischen Bedrohungen. Proceedings, Neue Technologien 2017.
- Mit P. Warnstedt und L. Rüdiger: Ring Mesh with Water Curtain for the Protection of Urban Areas. International Journal of Protective Structures 2017, Woodhead Publishing, ISSN 2041-4196.

### Herausgeberschaft
- Berichte aus dem Konstruktiven Ingenieurbau, Universität der Bundeswehr München, ISSN 1431-5122.
- Berichte des Lehrstuhls für Baustatik, Universität der Bundeswehr München, ISSN 1435-3555.
- International Journal of Protective Structures. Multi-Science Publishing Co Ltd. UK, ISSN 2041-4196.